# Donato Miglio
Donato Miglio   (Arona, 9 d'octubre de 1966) és un ex-pilot de trial italià. Durant les dècades del 1980 i 1990 va ser un dels competidors més destacats del Campionat del Món de trial. Entre altres victòries destacades, va guanyar el Trial de les Nacions l'any 1987 integrant l'equip estatal i va ser set vegades Campió d'Itàlia (1988, 1993-94 i 1996-99).
Un cop retirat de l'alta competició ha seguit vinculat a Beta, per a qui fa de pilot de proves i desenvolupador de models de trial, havent participat entre d'altres en la creació dels models de quatre temps.

## Palmarès
| Any          | Motocicleta  | C. del Món outdoor | C. del Món indoor | TDN | Campionat d'Itàlia | Títols |
| ------------ | ------------ | ------------------ | ----------------- | --- | ------------------ | ------ |
| 1984         | SWM          | -                  | -                 | -   |                    | -      |
| 1985         | Montesa      | -                  | -                 | -   |                    | -      |
| 1986         | Garelli      | 10è                | -                 | 2n  |                    | -      |
| 1987         | Garelli      | 8è                 | -                 | 1r  |                    | 1      |
| 1988         | Fantic       | 3r                 | -                 | 2n  | 1r                 | 1      |
| 1989         | Fantic       | 4t                 | -                 | 2n  |                    | -      |
| 1990         | Fantic       | 3r                 | -                 | 3r  |                    | -      |
| 1991         | Aprilia      | 4t                 | -                 | 4t  |                    | -      |
| 1992         | Aprilia      | 8è                 | -                 | 3r  |                    | -      |
| 1993         | Gas Gas      | 5è                 | 6è                | 3r  | 1r                 | 1      |
| 1994         | Gas Gas      | 8è                 | 4t                | 3r  | 1r                 | 1      |
| 1995         | Gas Gas      | 6è                 | 5è                | 4t  |                    | -      |
| 1996         | Beta         | 13è                | 9è                | -   | 1r                 | 1      |
| 1997         | Beta         | 15è                | 16è               | 3r  | 1r                 | 1      |
| 1998         | Beta         | -                  | -                 | 3r  | 1r                 | 1      |
| 1999         | Beta         | -                  | 10è               | 4t  | 1r                 | 1      |
| 2000         | Beta         | -                  | -                 | 4t  |                    | -      |
| Total títols | Total títols | 0                  | 0                 | 1   | 7                  | 8      |

Notes
1. ↑  La classificació consignada a TDN fa referència a la posició final obtinguda per l'equip estatal
2. ↑  Al total de títols s'hi compten tots els campionats estatals o internacionals guanyats, incloent-hi el TDN